# Betti Alver
Elisabet "Betti" Alver (Jõgeva, 23. studenoga 1906. – Tartu, 19. lipnja 1989.), bila je jedna od najznačajnijih estonskih pjesnikinja. Dio je prve generacije koja se školovala u školama neovisne Estonije. Gimnaziju je pohađala u Tartuu.

## Pisanje
Počela je pisanjem proze. Postala je poznata po tome što je bila članica Arbujada ("Proricatelji"), male grupe utjecajnih estonskih pjesnika uključujući Bernarda Kangra, Ukua Masinga, Kersti Merilaas, Marta Rauda, Augusta Sanga, Heitija Talvika i Paula Viidinga. Nakon rata njenog su supruga Heitia Talvika zatvorili Sovjeti i umro je u Sibiru. Dva ili tri desetljeća šutjela je kao pjesnikinja u znak protesta protiv sovjetske vlasti, ali je obnovila aktivnost 1960-ih. U ovom drugom razdoblju valja istaknuti zbirku Tähetund ili "Zvjezdani sat" iz 1966.
Također je pisala romane i bavila se prevođenjem.
Na stotu godišnjicu njezina rođenja posvećen joj je muzej u Jõgevi.

## Vanjske poveznice
- Betti Alver u Online rječniku estonskih pisaca